# Тарапов Іван Євгенович
Іван Євгенович Тарапов (20 червня 1926, село Лука, Сумський район, Сумська область, Україна — 24 березня 2002, Харків, Україна) — український механік, професор, ректор Харківського національного університету імені В. Н. Каразіна.

## Життєпис
Народився в сім'ї службовця. У 1930 року сім'я переїхала до Харкова. У роки німецько-радянської війни перебував в евакуації у Поволжі. У 1944 році закінчив Саратовський авіатехнікум та екстерном — 10-й клас школи.
У 1944—1950 рр. навчався у Харківському авіаційному інституті ім. М.Є Жуковського. На останніх курсах інституту почав активно займатися науковою роботою. Одночасно слухав лекції на механіко-математичному факультеті Харківського університету. Після закінчення вищу працював конструктором та старшим інженером на військовому заводі в Харкові.
У 1950—1953 рр. — аспіранті при кафедрі теоретичної механіки Харківського університету. У 1953 р. захистив кандидатську дисертацію «Питання газодинамічної теорії змащення і метод інтегральних співвідношень». Запропонований в ній ефективний наближений метод інтегральних співвідношень дозволив проаналізувати низку завдань гідродинамічної теорії змащування.
У 1953—1961 рр. працював доцентом кафедри теоретичної механіки, пізніше — кафедри обчислювальної математики, заступником декана фізико-математичного факультету, начальником обчислювального центру.
У 1961—1963 рр. — експерт ЮНЕСКО в Бомбейському технологічному інституті (Індія).
У 1966 по 1999 р. очолював кафедру теоретичної механіки, у 1972—1974 рр. старший науковий співробітник.
У 1975 р. захистив докторську дисертацію «Основні завдання гідродинаміки намагнічувальних і поляризаційних середовищ».
З 1976 р. — професор.
У 1974—1975 рр. — проректор з навчальної роботи, у 1975—1993 рр. — ректор університету.

## Наукова діяльність
Сфера наукових інтересів — механіка рідини, газу та плазми. Автор понад 200 друкованих праць. У 60-ті роки поставив та розглянув задачі теорії змащування у магнітному полі рідини, що проводить. Вперше встановив можливість стабілізації руху обертових валів магнітогідродинамічних підшипників.
Отримав рішення задачі про дифракцію електромагнітних хвиль на періодичній системі брусів прямокутного перерізу і провів чисельний аналіз в резонансній області частот (спільно з С. О. Масаловим). Розглянув також задачу дифракції на решітці з довільних профілів. Займався гідродинамікою середовищ, що поляризуються і намагнічуються. Розробив математичну модель гомогенного ізотропного середовища, що взаємодіє з електромагнітним полем, для загальних законів поляризації і намагнічування. Роботи останніх років присвячені механіці суцільних середовищ з розподіленими джерелами маси, імпульсу та енергії.
Тарапов (спільно з О. І. Борисенком) — автор навчального посібника «Векторний аналіз та початки тензорного обчислення», що шість разів видавався в Радянському Союзі, а також був виданий за кордоном (в Індії, Канаді, Великій Британії та двічі в США). До останніх своїх днів працював над книгою «Механіка суцільного середовища», так і не побачив її надрукованою.
Під його науковим керівництвом захищено 15 кандидатських і 2 докторські дисертації.
P 1989 р. — член Російського національного комітету з теоретичної та прикладної механіки, з 1994 р. — Член українського національного комітету з теоретичної та прикладної механіки.
Був Членом Ради Державного комітету науки і техніки з проблем феромагнітних рідин, низки координаційних рад при НАН України, членом редакційних колегій журналів «Вісник Харківського університету. Серія: прикладна математика і механіка» та «Математична фізика, аналіз, геометрія».
Автор низки статей з питань науки і освіти, монографії «Інтелектуальна праця, наука та освіта. Криза в Україні» (1994). У 1999—2002 рр. — головний редактор журналу «UNIVERSITATIS = Університети».

## Нагороди
- Орден Трудового Червоного Прапора (1981)
- медалі.